# Кривинка (село)
Кривинка (каз. Кривинка) — село в Бескарагайском районе Абайской области Казахстана. Входит в состав Жетижарского сельского округа. Код КАТО — 633649200.

## Население
В 1999 году население села составляло 1030 человек (518 мужчин и 512 женщин). По данным переписи 2009 года, в селе проживало 505 человек (254 мужчины и 251 женщина).